# Pseudostegana pallidimaculata
Pseudostegana pallidimaculata är en tvåvingeart som beskrevs av Chen och Wang 2005. Pseudostegana pallidimaculata ingår i släktet Pseudostegana och familjen daggflugor. Inga underarter finns listade i Catalogue of Life.